# Principauté épiscopale de Passau
Cet article concerne l'État du Saint-Empire romain germanique. Pour le diocèse catholique romain, voir diocèse de Passau. Pour les autres homonymies, voir Passau (homonymie).
1217–1803
Entités précédentes :
- Duché de Bavière

Entités suivantes :
- Électorat de Bavière
- Électorat de Salzbourg

La principauté épiscopale de Passau (Fürstbistum Passau) ou, en forme courte, l'évêché de Passau (en allemand : Hochstift Passau) est un État du Saint-Empire romain germanique. Les évêques, qui relevaient du duché de Bavière, obtinrent l'immédiateté impériale comme seigneurs temporels de la principauté épiscopale (Hochstift) vers l'an 1217. Leur siège était la cathédrale Saint-Étienne à Passau sur le Danube. 
Les frontières de la principauté et du diocèse de Passau, fondé en Bavière par saint Boniface en 739, ne coïncidaient pas. Dans le périmètre du diocèse, suffragant de la province ecclésiastique de Salzbourg, l'autorité spirituelle de l’évêque s’étendait sur une plus grande partie de la région en aval du Danube jusqu'aux rivières de la Leitha et de la Morava (March) qui constituaient la frontière entre l'Autriche et la Hongrie à l'est.

## Histoire
En 999 déjà, les évêques ont reçu le pouvoir politique sur la ville de Passau en fief de l'empereur Otton III du Saint-Empire et l'ont défendu pendant la querelle des Investitures contre l'empereur Henri IV au XIe siècle. En 1217, le roi Frédéric II confirma à l'évêque de Passau la possession du territoire le long du Sentier d'or, une importante voie d'échanges commerciaux menant de Passau vers le nord au royaume de Bohême, au-delà de la Forêt de Bohême. 

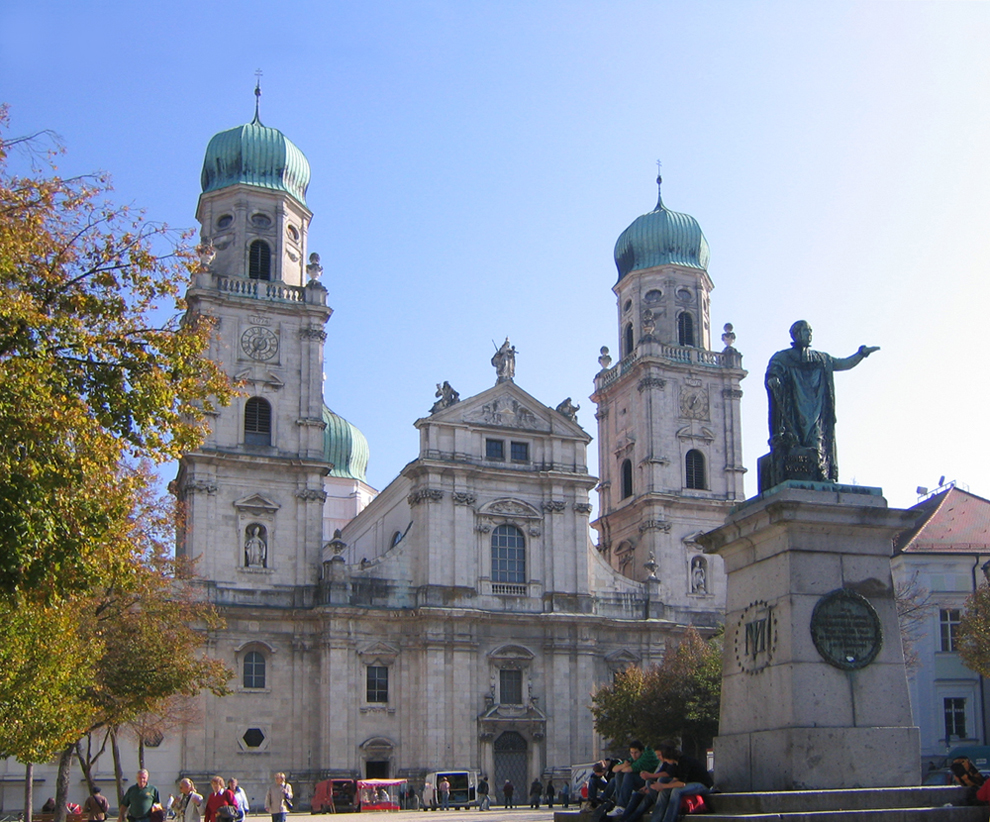
La cathédrale Saint-Étienne.

Située entre les territoires des ducs de Bavière à l'ouest et des ducs d'Autriche à l'est, l'État était souvent en conflit avec les princes voisins. L'évêché relevait du cercle impérial de Bavière. En 1552, après l'insurrection d'électeur Maurice de Saxe, l'empereur Charles Quint a signé la paix de Passau, qui garantit la liberté de culte aux protestants; néanmoins, les prince-évêques pratiquèrent la Contre-Réforme accompagnée de mesures de violence.
Le 25 février 1803, par le recès de la diète de Ratisbonne, l'évêché est sécularisé et son territoire partagé entre l'ancien grand-duc de Toscane, l'archiduc Ferdinand III, et le prince-électeur de Bavière, Maximilien IV. Ferdinand III reçoit la partie de l'évêché située au-delà de l'Iltz et de l'Inn du côté de l'Autriche, à l'exception d'Innstadt et d'Ilzstadt, avec un rayon de cinq cents toises françaises à prendre à l'extrémité desdits faubourgs. Maximilien IV reçoit la partie du comté de Neubourg à la gauche de l'Inn.